# Cobeta
Cobeta è un comune spagnolo di 108 abitanti (2022) situato nella comunità autonoma di Castiglia-La Mancia.